# Зезуленій-Векі
Зезуленій-Векі (рум. Zăzulenii Vechi) — село в Унгенському районі Молдови. Входить до складу комуни, адміністративним центром якої є село Негуреній-Векі.

## Населення
За даними перепису населення 2004 року у селі проживали 402 особи.
Національний склад населення села:
| Національність       | Кількість осіб | Відсоток |
| -------------------- | -------------- | -------- |
| молдавани            | 396            | 98,5%    |
| росіяни              | 3              | 0,7%     |
| українці             | 2              | 0,5%     |
| інша / без відповіді | 1              | 0,2%     |
| Всього               | 402            | 100%     |